# 阿不都·拉提夫
阿不都·拉提夫（Abd al Latif Sultan，？—1670年），叶尔羌汗国第十一任可汗，是阿不都拉哈汗的孙子，尧勒瓦斯儿子，最开始为喀什噶尔总督。尧勒瓦斯与叔叔伊思玛业勒争汗位，准噶尔的支持尧勒瓦斯。但是在1668年，准噶尔首领僧格派人杀死尧勒瓦斯，白山派和卓拥立尧勒瓦斯的儿子阿不都·拉提夫即位为可汗。黑山派支持的伊思玛业勒乘机拿下叶尔羌，白山派和卓与阿不都·拉提夫逃到喀什噶尔。1670年，伊思玛业勒派人杀害了阿不都·拉提夫和他的所有兄弟。
| 前任： 尧勒瓦斯 | 叶尔羌汗国君主 1668年—1670年 | 繼任： 伊思玛业勒 |